# 1938 في فلسطين الانتدابية
أحداث عام 1938 في الانتداب البريطاني على فلسطين.

## أصحاب المناصب
- المفوض السامي - السير آرثر جرينفيل واشوب حتى 1 مارس؛ السير هارولد ماكمايكل.
- أمير شرق الأردن- عبد الله بن الحسين.
- رئيس وزراء شرق الأردن - إبراهيم هاشم حتى 28 أيلول. ثم خلفه توفيق أبو الهدى

## الأحداث

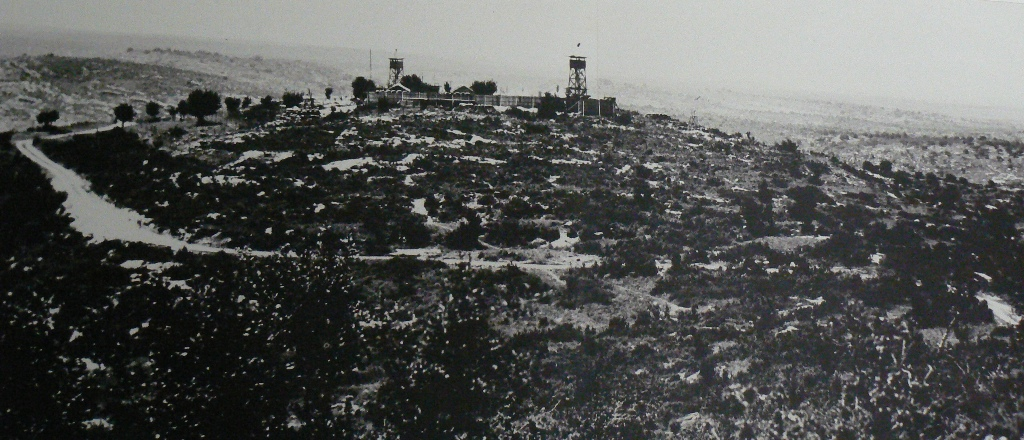
كيبوتس هانيتا، الذي بني بطريقة السور والبرج، 1938

- 4 يناير - الحكومة البريطانية تعين لجنة وودهد لاستكشاف الجوانب العملية لتقسيم فلسطين.
- 10 كانون الثاني/ يناير - مقتل جيمس ليزلي ستاركي، عالم الآثار البريطاني الشهير للشرق الأدنى القديم وفلسطين، والذي قاد الحفريات الأولى في تل لخيش، على يد عصابة من العرب المسلحين بالقرب من بيت جبرين على الطريق المؤدي من بيت جبرين إلى الخليل.
- 23 فبراير- افتتاح ميناء تل أبيب رسميًا، كميناء (يهودي) منافس لميناء يافا، الذي تم شلّ الأخير بسبب الثورة العربية والإضراب العام منذ عام 1936.
- 1 مارس- السير هارولد ماكمايكل يتولى منصب المفوض السامي لفلسطين.
- 21 آذار (مارس)- تأسيس كيبوتس حانيتا.
- 13 نيسان- تأسيس موشاف شافي تسيون كجزء من مخطط تسوية السور والبرج.
- 26 حزيران (يونيو)- تأسيس كيبوتس ألونيم.
- 29 حزيران/ يونيو- إعدام شلومو بن يوسف، بسبب قيامه بنصب كمين لحافلة عربية قرب صفد.[1]
- 6 تموز/ يوليو- مقتل 18 عربيًا و5 يهود في انفجار قنبلتين متزامنتين في سوق البطيخ العربي في حيفا وإصابة 79 شخصًا بجروح.[2]
- 16 يوليو/ تموز - مقتل 10 عرب وإصابة 29 آخرين بانفجار قنبلة في سوق في القدس.[2]
- 17 تموز- تأسيس كيبوتس معاليه هحميشة
- 25 تموز- تأسيس كيبوتس تل يتسحاق
- 25 تموز/ يوليو- قتل 39 عربيًا وجرح أكثر من 60 في انفجار قنبلة ثانية في سوق الخضار في حيفا.[2]
- 16 آب/ أغسطس- إعدام الشرطي اليهودي السابق مردخاي شوارتز بتهمة قتل شرطي عربي.
- 17 آب - تأسيس موشاف بيت يهوشوع
- 25 آب - تأسيس كيبوتس عين همفراتس
- 26 آب/ أغسطس - قتل 24 عربيًا وجرح 39 بانفجار قنبلة في سوق الخضار في يافا.[3]
- 30 آب - تأسيس كيبوتس معيان تسفي
- 2 أكتوبر - 1936 - 1939 الثورة العربية في فلسطين: في مذبحة طبريا عام 1938، قتل مجموعة من عرب 19 يهوديًا في مدينة طبريا، 11 منهم من الأطفال.[4] خلال المجزرة، أضرم 70 مسلحًا عربيًا النار في منازل يهودية وكنيس يهودي محلي.
- 12 أكتوبر- الحكومة البريطانية تعلن عن إرسال أربع كتائب أخرى إلى فلسطين.[5]
- 18 أكتوبر- قوات الجيش البريطاني تستعيد السيطرة على مدينة القدس القديمة التي احتلها متطرفون عرب في أوائل أكتوبر.
- 9 نوفمبر/ تشرين الثاني- رفضت لجنة فنية بريطانية، تُعرف باسم لجنة وودهد، خطة لجنة بيل للتقسيم على أساس أنه لا يمكن تحقيقها دون ترحيل قسري كبير للعرب.[6] واقترح " تعديلاً في التقسيم يبدو، ... مع بعض التحفظات، أنه يشكل أساسًا مرضيًا للتسوية"، إذا كانت المملكة المتحدة مستعدة لتقديم " مساعدة كافية لتمكين الدولة العربية من موازنة ميزانيتها".[6]
- 16 تشرين الثاني - تأسيس موشاف شارونا
- 17 تشرين الثاني - تأسيس موشاف جيوليم
- 24 تشرين الثاني (نوفمبر) - تأسيس كيبوتس إيلون
- 25 تشرين الثاني (نوفمبر) - تأسيس كيبوتس نيفي إيتان
- 25 تشرين الثاني - تأسيس كيبوتس كفار روبين
- 29 تشرين الثاني - تأسيس كيبوتس كفار مصاريك
- 22 كانون الأول - تأسيس كيبوتس ميسيلوت

### تواريخ غير معروفة
- تأسيس موشاف سديه واربورغ
- تأسيس موشاف رمات هدار

## المواليد
- 13 كانون الثاني (يناير)- يهوشوا بوراث، مؤرخ إسرائيلي (توفي عام 2019).
- 24 كانون الثاني (يناير)- يورام تاهارليف، شاعر وكاتب وممثل كوميدي إسرائيلي (توفي عام 2022).
- 30 كانون الثاني (يناير)- يورام تسافرير، عالم آثار إسرائيلي (توفي عام 2015).
- 13 آذار/ مارس- دان مارغاليت، صحفي إسرائيلي.
- 3 نيسان- بوعز معاف، سياسي وأكاديمي وناشط إسرائيلي (توفي عام 2002).
- 14 نيسان- الممثلة الاسرائيلية ريفكا ميخائيلي
- 1 يوليو- إيلانا كارازيك، عداءة أولمبية إسرائيلية، لاعبة القفز الطويلة
- 14 يوليو- موشيه صفدي، مهندس معماري ومصمم حضري أمريكي إسرائيلي.
- 21 تموز/ يوليو- يعقوب أحيمير، صحفي إسرائيلي وشخصية تلفزيونية وإذاعية
- 9 آب- موشيه مايا، حاخام وسياسي إسرائيلي
- 29 آب- جنرال إسرائيلي أمنون رشيف
- 29 آب - عوفر بار يوسف، عالم آثار وعالم أنثروبولوجيا إسرائيلي.
- 3 أكتوبر- دان بار أون، عالم نفس إسرائيلي (توفي عام 2008)
- 29 تشرين الأول (أكتوبر)- رالف باكشي مخرج أمريكي إسرائيلي لأفلام الرسوم المتحركة والحركة الحية.
- 4 كانون الأول (ديسمبر): نافا أراد، سياسي إسرائيلي وعضو كنيست (1981-1992، 1995-1996) (توفي عام 2022) [7]
- التاريخ الكامل غير معروف
  - عاموس ميلر، مُلحن وقائد مُوسيقي إسرائيلي (توفي عام 2007)
  - دان ميرشتاين، كيميائي إسرائيلي ومقيم في جامعة أرييل
  - سلمان أبو ستة باحث عربي فلسطيني.
  - ناجي العلي، رسام كاريكاتير عربي فلسطيني (توفي 1987)
  - أحمد جبريل، عربي فلسطيني، مؤسس وزعيم الحركة الشعبية للجبهة الشعبية لتحرير فلسطين - القيادة العامة
  - أبو علي مصطفى، عربي فلسطيني، عضو السلطة التنفيذية لمنظمة التحرير الفلسطينية (توفي عام 2001).